# Morgane Fleury
Morgane Fleury (ur. w 1983) – francuska snowboardzistka. Nie startowała na igrzyskach olimpijskich ani na mistrzostwach świata. Najlepsze wyniki w Pucharze Świata osiągnęła w sezonie 2002/2003, kiedy to zajęła 9. miejsce w klasyfikacji snowcrossu. Jest mistrzynią świata juniorów w snowcrossie z 2003 r.
W 2006 r. zakończyła karierę.

## Sukcesy

### Puchar Świata

#### Miejsca w klasyfikacji generalnej
- 1998/1999 - 127.
- 1999/2000 - 96.
- 2000/2001 - 50.
- 2001/2002 - -
- 2002/2003 - -
- 2003/2004 - -
- 2004/2005 - -
- 2005/2006 - 35.

#### Miejsca na podium
1. San Candido – 29 stycznia 2003 (Snowcross) - 3. miejsce
2. Berchtesgaden – 26 stycznia 2003 (Snowcross) - 3. miejsce